# Thomas Mor Timotheos
Thomas Mor Timotheos (ur. 11 lipca 1949 w Lakkattoor) – duchowny Malankarskiego Syryjskiego Kościoła Ortodoksyjnego, będącego częścią Syryjskiego Kościoła Ortodoksyjnego, od 1999 biskup Kottayam..